# The Sheik (película)
The Sheik (El jeque, El caíd o El sheik) es un largometraje mudo estadounidense de 1921 basado en la novela homónima de Edith Maude Hull y dirigido por George Melford, con Rodolfo Valentino como actor principal. Al año siguiente, se rodó un film británico con idéntico título y temática similar.

## Reparto
| Actor              | Personaje                         | Notas         |
| ------------------ | --------------------------------- | ------------- |
| Rudolph Valentino  | Sheik Ahmed Ben Hassan            |               |
| Agnes Ayres        | Lady Diana Mayo                   |               |
| Ruth Miller        | Zilah, la muchacha servidora      |               |
| George Waggner     | Yousaef, el jefe tribal           |               |
| Frank Butler       | Sir Aubrey Mayo, hermano de Diana |               |
| Charles Brinley    | Mustapha Ali                      |               |
| Lucien Littlefield | Gaston                            |               |
| Adolphe Menjou     | Raoul, el san Hubert              |               |
| Walter Long        | Omair                             |               |
| Loretta Young      | Muchacho árabe                    | No acreditado |
| Polly Ann Young    |                                   | No acreditada |

## Temática
Un jeque árabe se enamora de una dama británica y decide secuestrarla.

## Ficha técnica
- Color: Blanco y negro
- Sonido: Muda
- Productoras: Famous Players y Lasky Corporation Production
- Distribuidora: Paramount Pictures
- Decorados: Monte M. Katterjohn
- Música: Aunque la película es muda, Roger Bellon compuso una música para el reestreno.